# Alain Robert (matemático)
Alain M. Robert (15 de outubro de 1941) é um matemático suíço.
Alain Robert obteve um doutorado em 1967 na Universidade de Neuchâtel, orientado por Roger Bader, com a tese Quelques questions d'espaces vectoriels topologique. Foi mais tarde professor da Universidade de Neuchâtel.

## Obras
- A course in p-adic analysis, Springer Verlag, Graduate Texts in Mathematics, 2000.
- Linear Algebra: examples and applications, World Scientific, 2005.
- Advanced Calculus for users, North Holland, 1989.
- Nonstandard Analysis, Wiley, 1988.
- Introduction to modular forms, Queen´s University, Kingston, 1976.
- Introduction to algebraic geometry through affine algebraic groups, Queen´s University, 1976.
- Introduction to the representation theory of compact and locally compact groups, London Mathematical Society Lecture Note Series 80, Cambridge University Press, 1983.
- Elliptic Curves, Lecture Notes in Mathematics, Springer Verlag, 1973.